# Sonderkommando Elbe
Sonderkommando Elbe era uma força tarefa da Luftwaffe nos finais da Segunda Guerra Mundial formada por voluntários de diversas unidades da Luftwaffe, com o objectivo de destruir bombardeiros Aliados através do arremesso directo dos seus aviões tripulados.
Sonderkommando significa comando especial em Alemão, e Elbe é um rio que atravessa a Alemanha desaguando no Mar do Norte. Apesar da Luftwaffe ter, neste período do conflito, uma reserva de aviões preparada, tinha falta de combustível e pilotos experientes. A baixa taxa de sobrevivência existente em cada missão, não fazia desta "task force" uma unidade suicida na sua essência, já que os seus pilotos deveriam sair do avião antes da colisão da sua aeronave com os bombardeiros aliados, no entanto demonstrava ser uma medida desesperada dos altos comandos da Luftwaffe dada a sua bizarra táctica militar.
O avião escolhido para estas missões foi o Messerschmitt Bf-109 mas sem a sua blindagem e com armamento mínimo ou mesmo inexistente, para reduzir o seu peso total, logo reduzindo o consumo do pouco combustível existente.
Para cumprir as suas missões eficazmente, os pilotos teriam de apontar o seus aviões de preferência para uma de três partes sensíveis do bombardeiro inimigo:
- A Empenagem, parte do bombardeiro Aliado, mais fácil de destruir ou danificar, já que aí se encontravam os estabilizadores vertical e horizontal;
- Os Naceles ou berços dos motores, já que estariam a ser alimentados de combustível altamente inflamável;
- O Cockpit, última zona e a mais difícil de atingir. O bombardeiro B-24 Liberator, conhecido por  "Palace of Dallas", da Força Aérea dos Estados Unidos, foi um dos aviões atingidos desta forma.

## Operação Rammkommando Elbe ou Werewulf
A única missão efectuada pela Sonderkommando Elbe, foi à data de 7 de Abril de 1945 com uma sortida de 120 Messerschmitt Bf-109 (inicialmente pensada em possuir cerca de 1500(!) ) conhecida com o nome de "Operação Rammkommando Elbe" e também de "Operação Werewulf". 15 de 1260 bombardeiros aliados foram atacados desta maneira mas só 8 foram destruídos.
Relatórios da Luftwaffe creditam à Sonderkommando Elbe entre 22 e 24 bombardeiros americanos abatidos.
Dos 120 pilotos alemães, só 15 regressaram da sua missão.

## Pilotos Sonderkommando Elbe bem-sucedidos
| Patente - Nome         | Unidade       | Vitima(s)                                                                                             | Status do piloto                                           |
| ---------------------- | ------------- | --- | ---------------------------------------------------------- |
| Uffz.- Heinrich Rosner | ex-III/JG.102 | 2 B-24 Liberators do 389th Bomb Group: 1º B-24 abatido foi o "Palace of Dallas", 2º B-24 desconhecido | Sobreviveu                                                 |
| Obfw.- Werner Linder   | ex-EJG.1      | 1 B-17 388th Bomb Group.                                                                              | Morto em combate.                                          |
| Fhr. - Eberhard Prock  |               | 1 B-17 452nd Bomb Group.                                                                              | Morto enquanto descia com o seu paraquedas.                |
| Uffz. - Werner Zell    |               | 1 B-17 100th Bomb Group.                                                                              | Sobreviveu                                                 |
| Uffz. - Werner Zell    |               | 1 B-17 452nd Bomb Group                                                                               | Ferido por um P-51                                         |
| Ogfr. - Horst Siedel   |               | 1 B-17 452nd Bomb Group                                                                               | Morto em combate                                           |
| Lt. - Hans Nagel       | ex-IV/JG.102  | 1 B-17 490th Bomb Group e 1 B-17 danificado                                                           | Morto em combate                                           |
| Fritz Marktschaftel    |               | |                                                            |
| Uffz. - Klaus Hahn     |               | 1 B-17 487th Bomb Group.                                                                              | Ferido no braço esquerdo por 4 P-51D, sobrevive a colisão. |
| Heinrich Henkel        |               | 1 B-24 Liberator, de nome "Sacktime" 467th Bomb Group.                                                | Sobreviveu.                                                |
| Desconhecido           |               | 1 B-17 100th Bomb Group.                                                                              | Morto em combate.                                          |
| Desconhecido           |               | 1 B-17 490th Bomb Group (B-17 380558 muito danificado).                                               | Morto em combate.                                          |

## Motivações
Muito se especula acerca das motivações dos voluntários da Sonderkommando Elbe e no seu alistamento. Mas pode imaginar-se que sejam todas aquelas que nascem numa guerra: fanatismo, vingança, perda de entes queridos, etc.
O mês de Abril de 1945 foi especialmente violento para a Alemanha. Já se tinham perdido todas as esperanças de sobreviver, com o avanço das tropas Soviéticas a Leste e as Aliadas a Oeste. A quase inoperacionalidade da Luftwaffe neste período levou a que o bombardeio estratégico Aliado fosse frequente e devastador, podendo ser mais uma razão para o aparecimento de cerca de 2000 voluntários na fase de selecção.
O piloto alemão Klaus Hanh não morreu após a colisão, como citado, no documentário "a missão mais mortal da Luftwaffe" produzido pelo canal History contém depoimento deste piloto sobre essas missões e ele com mais de 70 anos.